# Sarah Engels
Sarah Engels (ur. 15 października 1992 w Kolonii) – niemiecka piosenkarka. W 2011 GfK Entertainment notowało w listach 100 najlepszych singli trzy z jej utworów: Call My Name (20 maja; 2. miejsce), I Miss You (1 lipca; 2. miejsce) oraz Only For You (16 września; 33. miejsce).

## Życiorys
Sarah Engels spędziła dzieciństwo z rodzicami i młodszym bratem w Hürth. Jej dziadkowie ze strony matki pochodzą z Sycylii. Od jedenastego roku życia występowała na imprezach szkolnych i ulicznych, przez cztery lata pobierała lekcje śpiewu. Posiada wykształcenie średnie.

## Albumy
- Heartbeat, 2011
- Dream Team, 2013
- Teil von mir, 2016
- Zurück zu mir, 2018
- Im Augenblick, 2021